# Pobyłkowo Duże (gromada)
Pobyłkowo Duże – dawna gromada, czyli najmniejsza jednostka podziału terytorialnego Polskiej Rzeczypospolitej Ludowej w latach 1954–1972.
Gromady, z gromadzkimi radami narodowymi (GRN) jako organami władzy najniższego stopnia na wsi, funkcjonowały od reformy reorganizującej administrację wiejską przeprowadzonej jesienią 1954 do momentu ich zniesienia z dniem 1 stycznia 1973, tym samym wypierając organizację gminną w latach 1954–1972.
Gromadę Pobyłkowo Duże z siedzibą GRN w Pobyłkowie Dużym utworzono – jako jedną z 8759 gromad na obszarze Polski – w powiecie pułtuskim w woj. warszawskim, na mocy uchwały nr VI/10/17/54 WRN w Warszawie z dnia 5 października 1954. W skład jednostki weszły obszary dotychczasowych gromad Budy-Ciepielińskie, Ciepielin, Murowanka, Pobyłkowo Duże i Pobyłkowo Małe ze zniesionej gminy Gzowo w tymże powiecie oraz obszary dotychczasowych gromad Budy Pobyłkowskie, Kępiaste i Wólka Zalewska ze zniesionej gminy Zegrze w powiecie nowodworskim w tymże województwie. Dla gromady ustalono 11 członków gromadzkiej rady narodowej.
31 grudnia 1959 z gromady Pobyłkowo Duże wyłączono wieś Ciepielin, włączając ją do gromady Pokrzywnica w tymże powiecie, po czym gromadę Pobyłkowo Duże zniesiono a jej (pozostały) obszar włączono do gromady Dzierżenin tamże.